# Planeta bur
Planeta bur (titlu original: Планета Бурь) este un film SF sovietic din 1962 regizat de Pavel Klușanțev. În rolurile principale joacă actorii Vladimir Yemelyanov și Georgiy Zhzhonov. Alte denumiri ale filmului, în engleză, sunt: Planet of the Storms, Planet of Storms, Planet of Tempests, Planeta Burg sau Storm Planet.

## Rezumat
În viitor, trei nave spațiale sovietice, Sirius, Vega și Capella, sunt pe drum spre planeta Venus. Capella este lovită de un meteorit și distrusă. Celelalte două nave, Sirius și Vega, continuă, în ciuda faptului că misiunea planificată ar necesita trei nave. O navă spațială de înlocuire, Arcturus, va fi trimisă de pe Pământ, dar nu va ajunge la timp, abia peste două luni.
Cosmonauții de la bordul lui Sirius și Vega decid să facă o aterizare (avenusizare) și o explorare a planetei, decât să aștepte. Ivan și Allan coboară de pe Vega cu o aeronavă, lăsând-o pe orbită pe Masha. Contactul radio cu aceasta se pierde după ce aterizează într-o mlaștină. Sirius aterizează în apropiere, iar echipajul de trei oameni a pornit cu un hovercar pentru a-i găsi.
În timpul călătoriei, ei aud ceva care pare un cântec înfricoșător al unei femei în depărtare și întâlnesc fiare preistorice și benigne, unele amenințătoare. Între timp, Ivan și Allan trebuie să lupte împotriva unor fiare de dimensiuni similare unor T. rex, în timp ce se deplasează spre a se întâlni cu cei de pe Sirius. Cei doi se îmbolnăvesc de febră. Robotul lor, John, stă de pază.
Echipajul de pe Sirius trebuie să-și scufunde hovercar-ul pentru a scăpa de un pterozaur. Sub apă, ei descoperă ceea ce ar putea fi un oraș antic. Alyosha găsește o rocă triunghiulară ciudată și o statuie a unui pterozaur cu rubine în loc de ochi.
Odată ajuns pe uscat, echipajul de pe Sirius îl contactează pe robotul John și îi spune să le administreze un medicament anti-febră celor doi de pe Vega. Ivan și Allan își revin, iar un vulcan începe să arunce râuri de lavă. Îi poruncesc robotului să-i care prin lavă, dar el începe să funcționeze defectuos. Hovercar-ul apare la timp pentru a-i salva în timp ce John se pierde în lavă.
Toți cei cinci oameni se întorc pe Sirius, dar își fac griji că Masha ar fi aterizat cu Vega undeva, blocându-i astfel pe toți pe planetă, fără combustibil. Un cutremur și o inundație amenință ca Sirius să eșueze, așa că trebuie să decoleze imediat. Alyosha descoperă că în piatră triunghiulară este o sculptură a feței unei femei, dovedind că ar putea exista încă viață inteligentă pe Venus. Ei decolează, între timp au descoperit că Masha a rămas pe orbită și împreună se îndreaptă spre casă. 

## Distribuție
- Vladimir Yemelyanov ca Ilia Vershinin
- Georgiy Zhzhonov ca Bobrov
- Gennadi Vernov ca Alyosha
- Yuri Sarantsev ca Scherba
- Georgi Tejkh ca Kern
- Kyunna Ignatova ca Masha

## Lansare
A fost lansat în anul 1962 și a avut parte de un mare succes comercial, fiind vizionat de 20,0 milioane de spectatori în cinematografele din Uniunea Sovietică, ceea ce-l plasează pe locul 12 între cele mai vizionate filme sovietice pe parcursul unui an.